# Белый пудель (рассказ)
Белый пудель — рассказ Александра Куприна о старом шарманщике, двенадцатилетнем мальчике Сереже и их верном друге пуделе Арто. Впервые издан в 1904 году.

## Сюжет
Крымский курорт Мисхор, 1903 год. Этот день складывается не особо удачно для бродячей труппы цирка — старого шарманщика Мартына Лодыжкина (со старой, «нездоровой» шарманкой на плече), 12-летнего мальчика-акробата Серёжи (взятого дедушкой «напрокат» у забулдыги-сапожника, который вскоре умер) и белого учёного пуделя Арто: со многих мисхорских дач их выгоняют, не разрешая даже начать выступление, лишь одна барыня после блестящего представления даёт им гривенник, да и тот оказывается дырявым… На последней даче (под названием «Дружба») они становятся невольными свидетелями семейной сцены: капризного мальчишку Трилли умоляют принять лекарство, а он катается по полу и бьётся, как от падучей. Выступление бродячих артистов настолько впечатляет малолетнего истерика, что он требует от родителей купить ему эту цирковую собаку, но старик отказывается продавать четвероногого друга, причём за любые деньги (ему предлагается сумма в 300 рублей, на которую можно, например, купить бакалейную лавку). Циркачей выгоняют взашей.
Позже у моря посланный вдогонку дворник находит гордых артистов, долго уговаривает старика, но снова получает отказ: «Не всё продаётся, что покупается», — отрезает тот. Ночью, пока дедушка и мальчик спят, дворник крадёт пуделя, приманив его колбасой. Расстроенный потерей друга, Серёжа предлагает деду пойти в полицию, но Мартын не может этого сделать, ведь на руках у него только чужой паспорт, купленный после кражи его собственного у какого-то грека за 25 рублей. Ночью, оставив старика спать в кофейне, Сергей пробирается на дачу и, проявив мужество и смекалку, освобождает Арто. Утром бродячие артисты продолжают свой путь…

## Экранизации
- «Белый пудель» — советский художественный фильм 1955 года, созданный на Одесской киностудии.
- «Любимец публики» — советский художественный фильм 1985 года, Центрнаучфильм.